# Philadelphia (Storkow (Mark))
Philadelphia ist ein Ortsteil von Storkow (Mark) im Landkreis Oder-Spree in Brandenburg und befindet sich am Storkower Kanal zwischen Kummersdorf im Norden, Groß Schauen im Süden, Görsdorf b. Storkow im Westen und Storkow im Osten.

## Geschichte
Philadelphia wurde 1713 das erste Mal unter dem Namen „Hammelstall“ urkundlich erwähnt und 1792 als Philadelphia bezeichnet. Der Ortsname ist von dem der amerikanischen Stadt Philadelphia, PA abgeleitet, wohin die im Ort angesiedelten Kolonisten ursprünglich auswandern wollten.
Philadelphia wurde am 26. Oktober 2003 nach Storkow eingemeindet.

## Natur
Östlich des Dorfkerns liegt das Naturschutzgebiet Luchwiesen, eine der artenreichsten Binnensalzstellen Brandenburgs.

## Bevölkerungsentwicklung
| Jahr | Einwohner |
| ---- | --------- |
| 1875 | 184       |
| 1890 | 188       |
| 1925 | 238       |
| 1933 | 228       |
| 1939 | 270       |

| Jahr | Einwohner |
| ---- | --------- |
| 1946 | 360       |
| 1950 | 305       |
| 1964 | 335       |
| 1971 | 315       |
| 1981 | 308       |

| Jahr | Einwohner |
| ---- | --------- |
| 1985 | 309       |
| 1989 | 299       |
| 1990 | 293       |
| 1991 | 289       |
| 1992 | 282       |

| Jahr | Einwohner |
| ---- | --------- |
| 1993 | 286       |
| 1994 | 285       |
| 1995 | 285       |
| 1996 | 276       |
| 1997 | 276       |

| Jahr | Einwohner |
| ---- | --------- |
| 1998 | 282       |
| 1999 | 273       |
| 2000 | 274       |
| 2001 | 275       |
| 2002 | 275       |

| Jahr | Einwohner |
| ---- | --------- |
| 2021 | 246       |

Gebietsstand des jeweiligen Jahres

## Kultur
Atelier & Galerie Gerald Lehmann – kleine Galerie mit ständiger Verkaufsausstellung